# Cerekwica (przystanek kolejowy)
Cerekwica – nieczynny wąskotorowy przystanek kolejowy w Cerekwicy, w województwie kujawsko-pomorskim.